# Isabella Beeton
Vous lisez un « bon article » labellisé en 2020.
Isabella Mary Beeton (née Mayson ; 12 mars 1836 – 6 février 1865), plus connue sous le nom de Mrs Beeton, est la plus célèbre écrivaine culinaire de l'histoire britannique, grâce à son ouvrage Mrs Beeton's Book of Household Management en particulier.
Après avoir grandi dans une famille bourgeoise, elle poursuit son éducation à Heidelberg, où elle se passionne pour la pâtisserie. Elle épouse Samuel Beeton, un éditeur dont la famille est voisine des Mayson : il milite pour l’égalité entre les hommes et les femmes et tient à la présenter comme son égale. Elle devient alors éditrice, comme lui, du journal The Englishwoman's Domestic Magazine. Elle y tient en particulier la rubrique culinaire : bonne pâtissière mais piètre cuisinière, elle plagie de nombreuses recettes d’autres auteurs et publie régulièrement les recettes reçues via le courrier des lectrices. La présentation des recettes se distingue par sa mise en page structurée et standardisée, qui sera ensuite adoptée par la plupart des éditeurs de cuisine.
Après plusieurs fausses couches, elle meurt de fièvre puerpérale le lendemain de l’accouchement de son deuxième fils, le 6 février 1865. En difficulté financière, son mari vend les droits de ses ouvrages à un nouvel éditeur, qui s’efforce de cacher sa mort pour vendre plus d’exemplaires.

## Biographie

### Enfance et éducation
Isabella Mayson naît le 12 mars 1836 dans le quartier londonien de Marylebone. Elle est l'aînée des trois filles du marchand de tissus Benjamin Mayson et de sa femme Elizabeth, née Jerrom. Peu après la naissance de leur fille, la famille déménage au 24 Milk Street, dans le quartier Cheapside où Benjamin travaille. Plusieurs de ses biographies notent qu'elle est née sur Milk Street, mais l'information semble inventée par ses éditeurs : si elle était née sur Milk Street, elle serait cockney, ce qui participe à la légende d'une femme venue de rien et devenue mondaine par ses propres moyens.
Benjamin Mayson meurt d'apoplexie, en fait probablement de fièvre ou du choléra,, quand elle a quatre ans, et sa mère envoie ses deux aînées vivre avec leur famille. Isabella Mayson est envoyée vivre chez son grand-père paternel dont la femme est morte récemment à Great Orton, dans le Cumberland, avant de rentrer chez sa mère moins de deux ans plus tard.

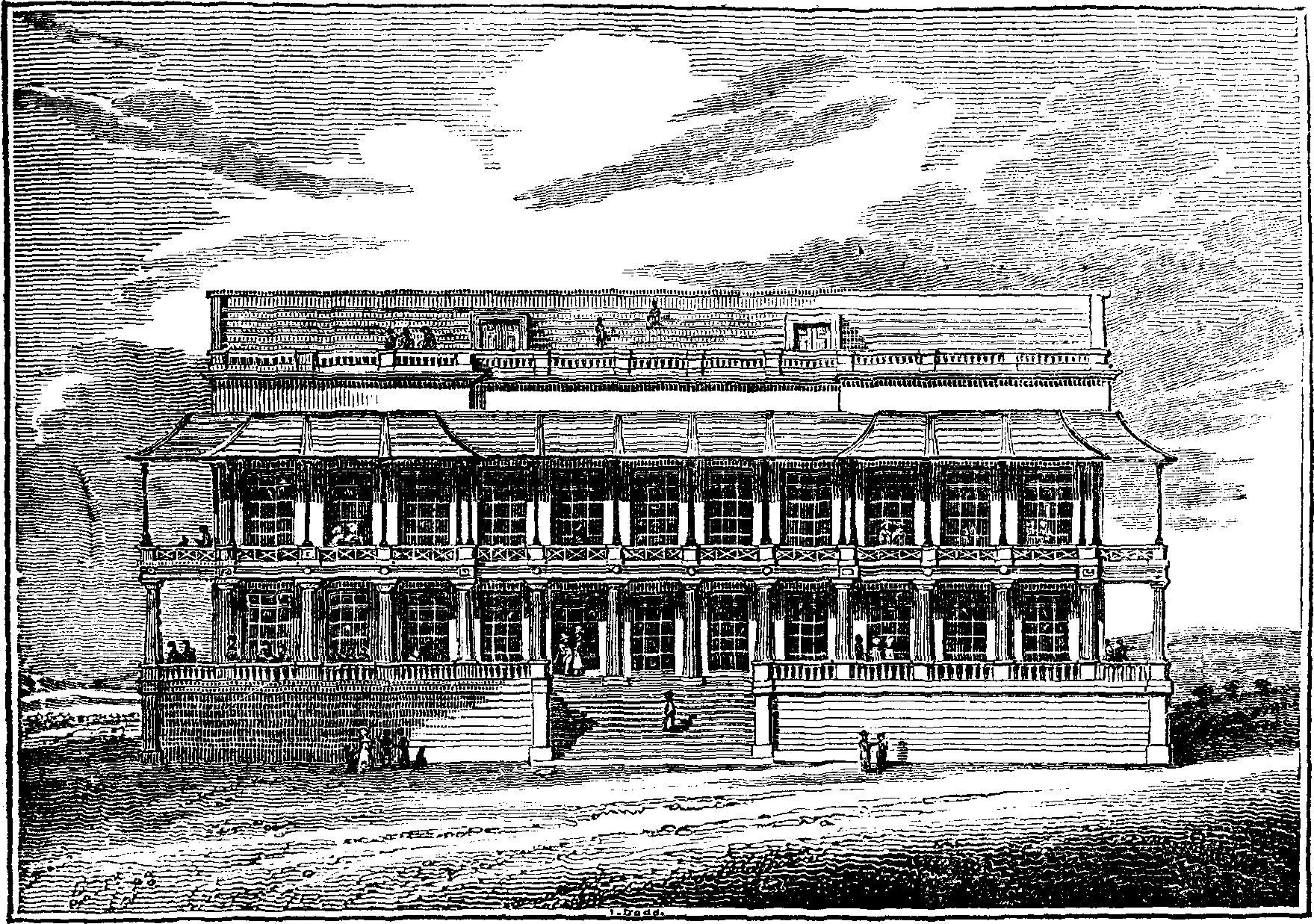
L'hippodrome d'Epson en 1829.

Trois ans après la mort de Benjamin, Elizabeth épouse Henry Dorling, un veuf qui a quatre enfants. Dorling organise des courses de chevaux à Epsom et obtient un appartement de fonction près de l'hippodrome. La famille entière déménage alors dans le Surrey, où Elizabeth et son nouveau mari ont treize enfants supplémentaires dans les vingt ans qui suivent. Isabella Mayson participe à l'éducation de ses frères et sœurs et à la gestion du domicile familial,.
Après avoir passé peu de temps dans un pensionnat d'Islington, en 1851, elle est envoyée étudier à Heidelberg avec sa demi-sœur, Jane Dorling. Elle y apprend le piano, le français et l'allemand, ainsi que la pâtisserie, ; l'habitude allemande est de faire faire les desserts à la maîtresse de maison et non à une domestique. En 1854, elle est de retour à Epsom et continue à suivre des cours de pâtisserie,.

### Mariage et débuts de carrière d’autrice
Vers 1854, Isabella Mayson se rapproche de Samuel Beeton (en), un jeune homme dont la famille était voisine des Mayson sur Milk Street et dont les sœurs ont fréquenté la même école de Heidelberg qu'elle,. Il est le premier éditeur de La Case de l'oncle Tom au Royaume-Uni, en 1852, et édite également deux magazines : The Englishwoman's Domestic Magazine depuis 1852 et Boys' Own à partir de 1855,. En 1855, ils commencent à s’envoyer de nombreuses lettres, et annoncent leurs fiançailles en juin 1855. Ils se marient à l’église Saint-Martin d’Epsom en juillet 1856, et font annoncer leur mariage dans The Times. Samuel Beeton milite pour l’égalité des genres et leur relation, personnelle comme professionnelle, se veut équilibrée. Le couple passe une lune de miel de trois semaines à Paris, puis la mère du marié les rejoint à Heidelberg. En août, ils emménagent dans une grande maison de style italianisant à Pinner,.

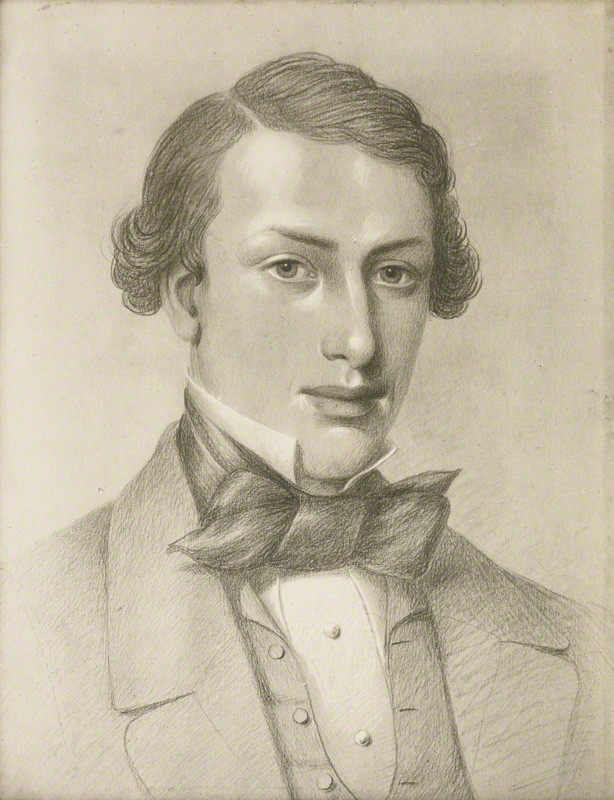
Samuel Orchart Beeton en 1860.

Après moins d’un mois, Beeton est enceinte. Quelques semaines avant l’accouchement, son mari la convainc d’écrire un article pour The Englishwoman’s Domestic Magazine, un magazine bon marché pour les jeunes femmes de la classe moyenne. Beeton commence par traduire des fictions françaises sous forme sérialisée. Peu après, elle commence à écrire pour la rubrique culinaire, disparue depuis le départ de la chroniqueuse précédente six mois plus tôt, et sur l’entretien de la maison,.
Le fils des Beeton, Samuel Orchart, naît en mai 1857, mais meurt fin août de la même année. Le certificat de décès indique une mort de diarrhée et du choléra, mais Hughes, une biographe de Beeton, suggère que le père aurait attrapé la syphilis après une aventure prémaritale avec une prostituée, et aurait transmis la maladie à sa femme sans le savoir, elle-même la transmettant au fœtus. La même année, les Beeton évoquent la possibilité de regrouper les articles du magazine en un livre de recettes et de conseils domestiques.
Après la mort de son enfant, Beeton continue à écrire pour son magazine. Bien qu’elle cuisine très peu, n’ayant appris que la pâtisserie, elle s’inspire d’autres sources. Elle demande aux lectrices d’envoyer leurs propres recettes et en reçoit plus de 2 000, qu’elle trie puis publie avec son mari. Elle plagie également de nombreux ouvrages, dont ceux d’Eliza Acton,, d’Elizabeth Raffald, de Marie-Antoine Carême, de Louis Eustache Ude, d’Alexis Soyer, de Hannah Glasse, de Maria Rundell et de Charles Elmé Francatelli. Certaines recettes sont recopiées et accidentellement laissées au masculin. Ce plagiat fait du livre un ouvrage de référence sur la cuisine à l’époque victorienne, puisqu’il rassemble des recettes authentiques des lectrices de classe moyenne plutôt que des plats fantaisistes. En copiant ces recettes, Beeton suit les conseils de son amie Henrietta English, qui lui déclare :
« Cookery is a Science that is only learnt by Long Experience and years of study which of course you have not had. Therefore my advice would be compile a book from receipts from a Variety of the Best Books published on Cookery and Heaven knows there is a great variety for you to choose from. »
« La cuisine est une science qui ne s’apprend que par une longue expérience et des années d’études, que vous n’avez bien sûr pas eues. Ainsi, mon conseil serait de rassembler dans un livre des recettes d’une variété des meilleurs livres publiés sur la cuisine, et Dieu sait que vous avez le choix. »
Les Beeton s’inspirent de la structure des recettes d’Acton, en y apportant une modification principale : ils incluent la liste des ingrédients avant les instructions plutôt que l’inverse,. Cette forme inclut également le coût approximatif de chaque portion, les ingrédients saisonniers et le nombre de portions par recette. D’après Elizabeth David, la force de ses recettes est la clarté et le niveau de détail de ses instructions, tandis que l’historienne Margaret Beetham loue l’organisation rigoureuse qui permet à des recettes très variées d’être présentées de la même façon.
Pendant l’hiver 1858, Beeton prépare de la soupe qu’elle sert aux indigents de Pinner. La soupe se prépare en six heures et demie et coûte 1 1⁄2 penny par litre environ. Les enfants pauvres de la ville en demandent souvent un second service. Cette recette devient la seule qu’elle ait inventée elle-même dans le Book of Household Management.
Après deux ans de fausses couches répétées, les Beeton ont un fils, probablement en juin 1859, nommé lui aussi Samuel Orchart Beeton. Nancy Spain parle d’une naissance en septembre tandis que Freeman évoque une naissance à l’automne. En novembre 1859, les Beeton commencent à publier des hors-séries de 48 pages vendus avec l’Englishwoman’s Domestic Magazine. Le format décidé par avance exige la publication de 48 pages, et parfois, une recette est coupée en milieu de phrase et continuée dans le hors-série suivant,.
Les Beeton décident alors d’effectuer une refonte complète du magazine et en particulier de la section mode, considérée comme ennuyeuse. En mars 1860, ils voyagent à Paris et y rencontrent le couple Goubaud, éditeur du magazine Le Moniteur de la mode. Ce magazine inclut un patron de robe en taille réelle, plié entre ses pages pour être découpé et réutilisé. Les Beeton et Goubaud s’accordent sur un partenariat et Goubaud leur envoie les mêmes patrons à chaque numéro. La première édition de l'Englishwoman’s Domestic Magazine contenant ce supplément sort le 1er mai, six semaines après le retour du couple de Paris. Pour cette nouvelle version du magazine, le nom d’Isabella Beeton apparaît aux côtés de celui de son mari avec la qualification d'Editress (« Éditrice »). Beeton prend le train chaque jour pour aller travailler au bureau avec son mari, faisant scandale auprès des voyageurs masculins. En juin 1860, les Beeton se rendent à Killarney pour deux semaines, laissant leur fils avec une nourrice. Ils se promènent quand il fait beau et travaillent au magazine dans leur hôtel lorsqu’il pleut. Beeton s’émerveille des repas irlandais, les comparant au style de service français.
En septembre 1861, les Beeton publient un nouvel hebdomadaire, Queen, sous la direction de Frederick Greenwood. Le magazine deviendra, bien plus tard, Harper's Bazaar.

### Mrs Beeton’s Book of Household Management

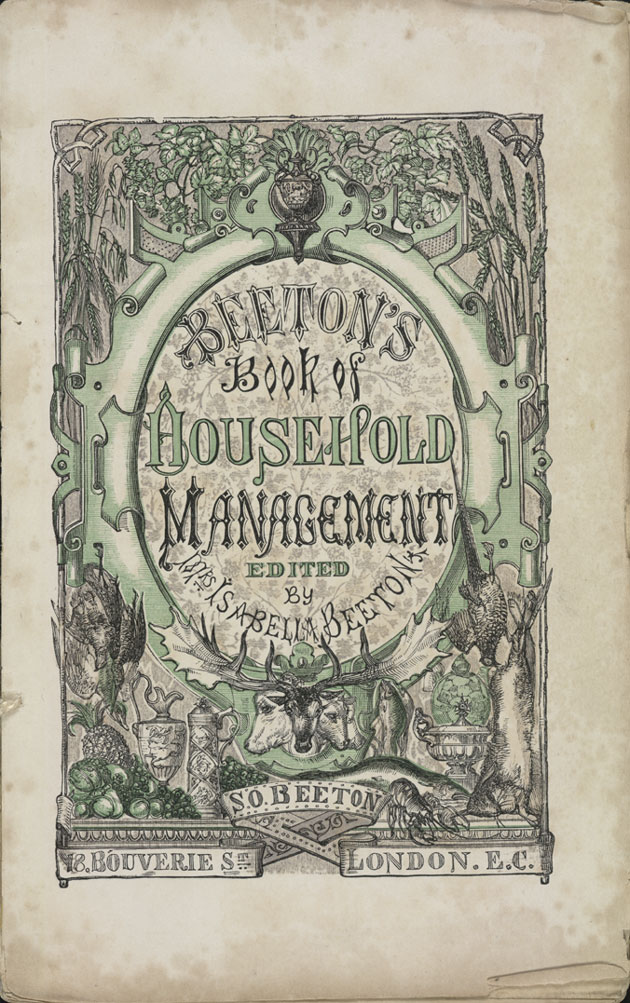
Couverture du Mrs Beeton's Book of Household Management, publié en 1861.

En 1861, Beeton rassemble les 24 numéros hors-série qu'elle a écrits pour The Englishwoman's Domestic Magazine et les publie dans l'ouvrage Mrs Beeton's Book of Household Management, qui paraît le 1er octobre 1861,. Le titre complet du livre est The Book of Household Management, comprising information for the Mistress, Housekeeper, Cook, Kitchen-Maid, Butler, Footman, Coachman, Valet, Upper and Under House-Maids, Lady's-Maid, Maid-of-all-Work, Laundry-Maid, Nurse and Nurse-Maid, Monthly Wet and Sick Nurses, etc. etc.—also Sanitary, Medical, & Legal Memoranda: with a History of the Origin, Properties, and Uses of all Things Connected with Home Life and Comfort (« Le Livre de la gestion du foyer, incluant des informations pour la maîtresse, la domestique, la cuisinière, la bonne de cuisine, le majordome, le valet de pied, le cocher, le valet, les bonnes supérieures et inférieures, la servante, la bonne-à-tout-faire, la blanchisseuse, l'infirmière et la servante infirmière, les nourrices allaitantes ou non, etc., etc. ; ainsi que des conseils sanitaires, médicaux et légaux : avec un historique de l'origine, des propriétés et des usages de toutes choses en rapport avec la vie domestique et le confort »). Il connaît rapidement un vif succès,.
Beeton inclut un « index analytique » de 26 pages au livre. Bien que l'idée ne soit pas nouvelle, puisque le magazine The Family Friend l'utilise depuis 1855, cet index est particulièrement détaillé. Sur les 1 112 pages du livre, plus de 900 pages sont dédiées à des recettes. Le reste du livre donne des conseils sur la mode, l'éducation des enfants, l'élevage d'animaux, les poisons, la gestion des serviteurs, la science, la religion, les premiers secours et l'importance des produits locaux et de saison. Le livre conseille, entre autres, de faire bouillir des pâtes pendant plus d'une heure avant de les servir, d'éviter les tomates, considérées comme un poison, et ne mentionne pas certains classiques britanniques comme le thé de cinq heures. Il constitue cependant le parfait reflet de valeurs victoriennes comme le travail acharné, la débrouillardise et la propreté du foyer.
L'ouvrage reçoit un accueil positif. L’Evening Standard qualifie le livre de trésor qui devrait se trouver dans chaque ménage britannique. Le Saturday Review recommande le livre « avec peu de réserves ». Le Bradford Observer qualifie les informations présentées d'intelligibles et explicites, complimentant la rigueur de la présentation des recettes. Dans The Morning Chronicle, un commentateur anonyme prédit que le livre deviendra l'ouvrage de référence sur le sujet de la gestion domestique. Lors de sa réédition en 1906, The Illustrated London News  considère que le livre est un chef-d'œuvre de doctrine domestique de la plus haute importance.
Le travail de Beeton fait cependant l'objet de critiques au cours du XXe siècle. Elizabeth David se plaint de l'inexactitude des recettes, tandis que Delia Smith s'étonne que le livre ait pu éclipser le travail pourtant largement supérieur d'Eliza Acton. Clarissa Dickson Wright affirme que le livre de Beeton est à la racine du déclin de la cuisine britannique, mais qu'il constitue également une source d'informations remarquable sur l'histoire sociale de l'époque. Bee Wilson prend le contre-pied des critiques en affirmant qu'il est bien vu de critiquer Beeton, et qu'elle est pourtant douée pour donner envie de cuisiner. Christopher Driver, journaliste et critique gastronomique, suggère que la stagnation de la cuisine britannique entre 1880 et 1930 pourrait être expliquée par les rééditions successives du livre par des éditeurs peu scrupuleux, qui en ont changé le contenu. Plusieurs auteurs qualifient le livre de guide de référence sur l'histoire domestique sous l'ère victorienne.

### Difficultés financières et décès
En 1861, le mari de Beeton enchaîne les mauvaises décisions pour l'entreprise. Il perd plus de 1 000 £ pour un investissement dans du papier, et est visé par un procès en raison de factures impayées. Le couple doit quitter la belle maison de Pinner pour un appartement au-dessus des bureaux de The Englishwoman's Domestic Magazine. L'air de Londres rend le fils Beeton malade, et il meurt le 1er janvier 1862 à l'âge de trois ans. Son certificat de décès évoque la scarlatine et une laryngite. En mars 1862, Beeton est à nouveau enceinte, et en avril, le couple déménage dans une maison à Greenhithe. Leur fils naît le 1er janvier 1863, et les Beeton se remettent lentement de leurs difficultés financières, vivant de façon relativement confortable en 1863, entre autres grâce à la vente du magazine The Queen à Edward Cox.
Mi-1864, les Beeton retournent à Paris pour rendre visite aux Goubaud, alors que Beeton est à nouveau enceinte. À son retour à Greenhithe, elle commence à travailler à une version abrégée du Book of Household Management, qu'elle veut intituler The Dictionary of Every-Day Cookery (« Le Dictionnaire de la cuisine quotidienne »),. Le 29 janvier 1865, elle donne naissance à Mayson Moss, mais elle meurt de fièvre puerpérale le 6 février, à l'âge de 28 ans,.
Beeton est enterrée au cimetière de West Norwood le 11 février suivant. La même année, son Dictionnaire est publié à titre posthume.
Samuel Beeton, mort en 1877, est enterré avec sa femme. Mayson Moss devient plus tard journaliste au Daily Mail et reçoit le titre de chevalier pour son travail au ministère des munitions pendant la Première Guerre mondiale. L'aîné des Beeton, Orchart, intègre l'armée. Les deux fils Beeton meurent en 1947.

### Réédition duBook of Household Management
En mai 1866, Samuel Beeton rencontre de nouvelles difficultés financières importantes. Il vend les droits du Book of Household Management à la maison d'édition Ward, Lock & Tyler à un prix extrêmement bas, au point que la biographie Nancy Spain décrit la vente comme « la pire et la moins rentable des affaires qu'un homme aurait pu faire ». La maison d'édition supprime les détails de la vie des Beeton des éditions suivantes, dissimulant en particulier la mort d'Isabella Beeton afin de faire croire au lectorat qu'elle est toujours vivante et continue à créer des nouvelles recettes.

## Publications

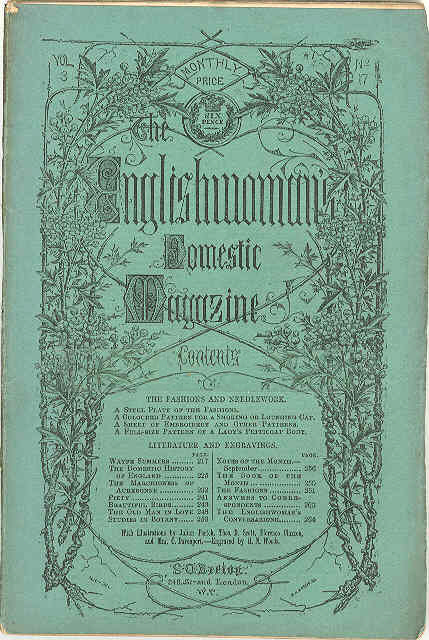
Page couverture de The Englishwoman's Domestic Magazine, septembre 1861

- The Englishwoman’s Domestic Magazine, 1852–77, hg. 1852–56 Samuel Beeton, 1856–60 Samuel et Isabella Beeton. 5.000 (1852)-50,000 (1857).
- Beeton’s Book of Household Management, London: S. O. Beeton, 1859-1861
- Beeton’s Book of Household Management, London: S. O. Beeton, 1861.
- The Englishwoman’s Cookery Book, London: S. O. Beeton, 1863.
- Mrs Beeton’s Dictionary of Every-Day Cookery, 1865.
- Mrs Beeton’s Book of Household Management. Facsimile edition of the 1861 original edition, Cassell&Co, 2000.  (ISBN 030435726X).
- Mrs Beeton’s Cookery Book – Diamond Jubilee Edition, Impala, 2006.
- Everyday Cookery and Housekeeping Book, Bracken Books, 1984.
- Beeton’s Book of Needlework. Facsimile edition, London: Chancellor Press, 1986.

## Postérité
En 1934, une émission de radio comique intitulée Meet Mrs. Beeton s’adresse aux femmes au foyer et se moque de son mari. Un documentaire, Mrs Beeton, sort en 1937. Mayston Beeton travaille avec H. Montgomery Hyde pour publier la biographie Mr and Mrs Beeton, dont la publication ne se fait qu'en 1951. Pendant ce temps, Nancy Spain publie Mrs Beeton and her Husband en 1948, qu'elle réédite sous le titre The Beeton Story en 1956. Dans cette nouvelle édition, Spain laisse entendre que Samuel Beeton aurait eu la syphilis. D'autres biographies suivent : Isabella and Sam, publié par Sarah Freeman en 1977, Mrs Beeton: 150 Years of Cookery and Household Management, publié par Nown pour les 150 ans de la naissance de Beeton, et The Short Life and Long Times of Mrs Beeton, de Kathryn Hughes, publié en 2006.
En 1970, Margaret Tyzack joue Beeton dans une émission télévisée. En 2006, c'est Anna Madeley qui joue ce rôle quand la BBC diffuse un drame biographique sur la vie « secrète » de Mrs Beeton, The Secret Life of Mrs Beeton. En 2011, Sophie Dahl sort un documentaire, The Marvellous Mrs Beeton, diffusé sur BBC Two.

### Biographie de Kathryn Hughes
1. ↑  Hughes 2006, p. 21, 28.
2. ↑  Hughes 2006, p. 28.
3. ↑  Hughes 2006, p. 32.
4. ↑  Hughes 2006, p. 33–34.
5. ↑  Hughes 2006, p. 65, 67–69.
6. ↑  Hughes 2006, p. 71–72.
7. ↑  Hughes 2006, p. 67–68.
8. ↑  Hughes 2006, p. 101.
9. ↑  Hughes 2006, p. 157.
10. ↑  Hughes 2006, p. 181–83.
11. ↑  Hughes 2006, p. 188.
12. ↑  Hughes 2006, p. 198–201, 206–10.
13. ↑  Hughes 2006, p. 261.
14. ↑  Hughes 2006, p. 269–77.
15. ↑  Hughes 2006, p. 282.
16. ↑  Hughes 2006, p. 241.
17. ↑  Hughes 2006, p. 255–58.
18. ↑  Hughes 2006, p. 282–83.
19. ↑  Hughes 2006, p. 301–03, 306–08.
20. ↑  Hughes 2006, p. 314–16, 319.
21. ↑  Hughes 2006, p. 319.
22. ↑  Hughes 2006, p. 4.
23. ↑  Hughes 2006, p. 401–07.

### Travaux de Sarah Freeman
1. ↑  Freeman 1977, p. 30.
2. ↑  Freeman 1977, p. 33.
3. ↑  Freeman 1989, p. 163.
4. ↑  Freeman 1989, p. 164.
5. ↑  Freeman 1977, p. 127–29.
6. 1 2  Freeman 1977, p. 164.
7. ↑  Freeman 1977, p. 76.
8. ↑  Freeman 1989, p. 165.
9. ↑  Freeman 1989, p. 281.
10. ↑  Freeman 1977, p. 178–79.
11. ↑  Freeman 1977, p. 226–27.
12. ↑  Freeman 1977, p. 227–28.
13. ↑  Freeman 1977, p. 228–30.

### Autres références
1. ↑  (en-GB) « History - Mrs Beeton », sur www.bbc.co.uk, BBC (consulté le 22 mars 2020).
2. ↑  David 1961, p. 304.
3. 1 2 3 4 5  Beetham 2012.
4. ↑  Humble 2006, p. 7.
5. ↑  Spain 1948, p. 48.
6. 1 2  Beetham 2004.
7. ↑  Spain 1948, p. 63, 67.
8. ↑  Nown 1986, p. 9–10, 14.
9. ↑  Aylett et Ordish 1965, p. 224.
10. ↑  Forster-Walmsley 2013, 2587.
11. ↑  Nown 1986, p. 23.
12. ↑  Hardy 2011, p. 203.
13. ↑  (en-GB) Mark Brown, « Mrs Beeton couldn't cook but she could copy, reveals historian », The Guardian,‎ 2 juin 2006 (ISSN 0261-3077, lire en ligne, consulté le 10 avril 2020).
14. 1 2 3  Mona Chollet, Chez soi : une odyssée de l'espace domestique, Paris, Zones, impr. 2015, cop. 2015, 325 p. (ISBN 978-2-35522-077-7 et 2-35522-077-8, OCLC 909889138, lire en ligne), p. 230-231.
15. ↑  Spain 1948, p. 115.
16. ↑  Paxman 2009, p. 114.
17. ↑  Beeton 1861, p. 65.
18. ↑  Nown 1986, p. 41–42.
19. ↑  Snodgrass 2004, p. 93.
20. ↑  Spain 1948, p. 124.
21. ↑  Allen et van den Berg 2014, p. 49.
22. ↑  Cox et Mowatt 2014, p. 176.
23. ↑  Nown 1986, p. 90.
24. ↑  Spain 1948, p. 127.
25. ↑  Nown 1986, p. 12, 96.
26. ↑  Hyde 1951, p. 85–87.
27. ↑  Beetham 2003, p. 9.
28. ↑  Spain 1948, p. 164.
29. ↑  Wilson et Wilson 1983, p. 175.
30. ↑  Humble 2006, p. 8.
31. ↑  Hope 2005, p. 163.
32. ↑  Hardy 2011, p. 8.
33. ↑  Dickson Wright 2011, p. 372.
34. ↑  Dickson Wright 2011, p. 374.
35. ↑  David 1961, p. 26–27.
36. ↑  Driver 1983, p. 13–14.
37. ↑  Aylett et Ordish 1965, p. 226.
38. ↑  Beeton 1865, p. 372.
39. ↑  Spain 1948, p. 254.
40. ↑  Spain 1948, p. 255.
41. ↑  Spain 1948, p. 240.
42. ↑  (en-GB) « Meet Mrs. Beeton », The Radio Times, no 535,‎ 29 décembre 1933, p. 52 (ISSN 0033-8060, lire en ligne, consulté le 10 avril 2020).
43. ↑  (en-GB) « 'Mrs. Beeton' », The Radio Times, no 736,‎ 5 novembre 1937, p. 48 (ISSN 0033-8060, lire en ligne, consulté le 10 avril 2020).
44. ↑  (en) « The Secret Life of Mrs Beeton », sur bbc.co.uk, BBC4 (consulté le 30 mai 2020).
45. ↑  (en-GB) Sam Wollaston, « TV review: Shirley; The Marvellous Mrs Beeton, with Sophie Dahl », The Guardian,‎ 29 septembre 2011 (ISSN 0261-3077, lire en ligne, consulté le 10 avril 2020).